# Список матриц
Здесь собраны наиболее важные классы матриц, используемые в математике, науке (в целом) и прикладной науке (в частности).
Под матрицей понимается прямоугольный массив чисел, называемых элементами. Матрицы имеют длинную историю исследований и приложений, что приводит к различным способам их классификации. Первая группа матриц удовлетворяет конкретным условиям и ограничениям на их элементы, включая постоянные матрицы. Важный пример матриц такого вида предоставляет единичная матрица:
{\displaystyle I_{n}={\begin{bmatrix}1&0&\cdots &0\\0&1&\cdots &0\\\vdots &\vdots &\ddots &\vdots \\0&0&\cdots &1\end{bmatrix}}.}
Обозначается также буквой E.
Другие способы классификации матриц связаны либо с их собственными значениями, либо с условиями в виде матричных уравнений (соотношений). Наконец, во многих областях (в физике и в химии) встречаются матрицы специального вида, которые применяются исключительно в этих областях.

## Матрицы, определяемые условиями на элементы
Данный ниже список матриц определяется условиями, которые накладываются на элементы матриц. Многие из таких свойств оказываются применимыми только к квадратным матрицам. В квадратной матрице имеются две диагонали: главная диагональ (идущая из левого верхнего угла в правый нижний угол) и побочная диагональ (идущая из левого нижнего угла в правый верхний угол).

### Матрицы общего вида
Матрицы, представленные ниже, характеризуются тем, что условия на элементы матриц описываются в терминах структуры матрицы. Сюда относится взаимное расположение ненулевых элементов, а также свойства инвариантности относительно матричных преобразований.
| Название                                           | Описание | Примечания, пояснения                                                                    |
| -------------------------------------------------- | --- | ---------------------------------------------------------------------------------------- |
| Бинарная матрица                                   | Матрица, состоящая из нулей и единиц. | Синонимы: булевская матрица, логическая матрица.                                         |
| Матрица альтернанса                                | Матрица, элементы которой представляют собой значения функций в определённых точках. | {\displaystyle a_{i,j}=f_{j}(\alpha _{i})}                                               |
| Нулевая матрица                                    | Матрица, полностью состоящая из нулей. | {\displaystyle a_{ij}=0}                                                                 |
| Антидиагональная матрица                           | Квадратная матрица, все элементы которой, лежащие вне побочной диагонали, равны нулю. |                                                                                          |
| Антиэрмитова матрица                               | Квадратная матрица с комплексными элементами, переходящая в себя с изменением знака при операции эрмитова сопряжения (то есть при комплексном сопряжении каждого элемента и последующем транспонировании матрицы), {\displaystyle A=-A^{*}.} | Синоним косо-эрмитовой матрицы.                                                          |
| Антисимметричная матрица                           | | Синоним кососимметричной матрицы.                                                        |
| Стрелочная матрица                                 | Квадратная матрица, все ненулевые элементы которой являются элементами первого столбца, первой строки или главной диагонали. |                                                                                          |
| Ленточная матрица                                  | Квадратная матрица, все ненулевые элементы которой примыкают к главной диагонали. |                                                                                          |
| Бидиагональная матрица                             | Матрица, все ненулевые элементы которой находятся на главной диагонали и на одной из под- или наддиагонали. |                                                                                          |
| Бисимметричная матрица                             | Квадратная матрица, симметричная как относительно главной диагонали, так и относительно побочной диагонали. |                                                                                          |
| Блочно-диагональная матрица                        | Блочная матрица, у которой имеются матрицы только на главной диагонали. |                                                                                          |
| Блочная матрица                                    | Матрица, которая разбита на подматрицы, называемые блоками. |                                                                                          |
| Блочно-трёхдиагональная матрица                    | Блочная матрица, чьи блоки организованы так же, как у трёхдиагональной матрицы. |                                                                                          |
| Матрица Коши                                       | Матрица, каждый элемент которой имеет вид {\displaystyle a_{ij}=1/(x_{i}+y_{j}),} где {\displaystyle x_{i}} и {\displaystyle y_{j}} — две инъективные последовательности                                                                     |                                                                                          |
| Центросимметричная матрица                         | Матрица, симметричная относительно своего центра, то есть: {\displaystyle a_{ij}=a_{n-i+1,n-j+1}} |                                                                                          |
| Конференс-матрица                                  | Квадратная матрица с нулевыми элементами на диагонали и элементами вида +1 и −1 вне диагонали, такая, что {\displaystyle C^{T}C} — единичная матрица.                                                                                        |                                                                                          |
| Комплексная матрица Адамара                        | Матрица, все строки и столбцы которой попарно ортогональны друг другу, а сами элементы унимодулярны. |                                                                                          |
| Положительно полуопределенная матрица              | Квадратная матрица с вещественными элементами такая, что квадратичная форма {\displaystyle x^{T}Ax} оказывается неотрицательной для каждого неотрицательного {\displaystyle x}.                                                              | {\displaystyle f(x)=x^{T}Ax}                                                             |
| Диагонально доминирующая матрица                   | Матрица, элементы которой удовлетворяют указанному здесь условию: | {\displaystyle \|a_{ii}\|\geq \sum _{j\neq i}\|a_{ij}\|\quad {\text{for all }}i,}        |
| Диагональная матрица                               | Матрица, у которой все элементы вне главной диагонали равны нулю. |                                                                                          |
| Элементарная матрица                               | Матрица, которая получается из единичной при помощи элементарных преобразований. |                                                                                          |
| Эквивалентная матрица                              | Матрица, которая получается из другой матрицы при помощи элементарных преобразований над строками или столбцами. |                                                                                          |
| Матрица Фробениуса                                 | Матрица, которая получается из единичной при помощи сдвига и добавления нового столбца. |                                                                                          |
| Эрмитова матрица, эрмитово-самосопряжённая матрица | Квадратная матрица с комплексными элементами, переходящая в себя при операции эрмитова сопряжения (то есть при комплексном сопряжении каждого элемента и последующем транспонировании матрицы), {\displaystyle A=A^{*}.}                     |                                                                                          |
| Матрица Адамара                                    | Квадратная матрица, составленная из чисел {\displaystyle +1} и {\displaystyle -1}, столбцы которой ортогональны. |                                                                                          |
| Ганкелева матрица                                  | Квадратная матрица, в которой на всех диагоналях, перпендикулярных главной, стоят равные элементы; также - перевёрнутая Матрица Тёплица. |                                                                                          |
| Матрица Хессенберга                                | Это квадратная матрица у которой все элементы лежащие ниже (выше) первой поддиагонали равны нулю. |                                                                                          |
| Целочисленная матрица                              | Матрица, элементы которой являются целыми числами. |                                                                                          |
| Матрица Метцлера                                   | Матрица, у которой все недиагональные компоненты больше или равны нулю. |                                                                                          |
| Неотрицательная матрица                            | Матрица, все элементы которой неотрицательны. |                                                                                          |
| Блочная матрица                                    | Представление матрицы, при котором она рассекается вертикальными и горизонтальными линиями на прямоугольные части — блоки. |                                                                                          |
| Матрица перестановки                               | Квадратная матрица, в которой в каждом столбце и в каждой строке стоит ровно одна единица, а остальные нули. Является матричным представлением перестановки.                                                                                 |                                                                                          |
| Обобщённая матрица перестановки                    | Квадратная матрица с ровно одним ненулевым элементом в каждой строке и в каждом столбце. |                                                                                          |
| Персимметричная матрица                            | Матрица, симметричная относительно побочной диагонали: {\displaystyle a_{ij}=a_{n-j+1,n-i+1}.} |                                                                                          |
| Полиномиальная матрица                             | Матрица, все элементы которой суть полиномы. |                                                                                          |
| Положительная матрица                              | Матрица, все элементы которой положительны. |                                                                                          |
| Матрица кватернионов                               | Матрица, все элементы которой представляют собой кватернионы. |                                                                                          |
| Матрица знака                                      | Матрица, все элементы которой равны 1, 0 или −1. |                                                                                          |
| Матрица сигнатуры                                  | Матрица, все элементы которой равны либо 1, либо −1. |                                                                                          |
| Косоэрмитова матрица                               | Квадратная комплексная матрица, которая меняет знак при эрмитовом сопряжении. | То же, что и антиэрмитова матрица.                                                       |
| Кососимметричная матрица                           | Квадратная матрица, которая меняет знак при транспонировании, {\displaystyle a_{ij}=-a_{ji}.} | То же, что и антисимметричная матрица.                                                   |
| Небесная матрица                                   | Ленточная матрица, реорганизованная таким образом, чтобы уменьшить занимаемое пространство. |                                                                                          |
| Разреженная матрица                                | Матрица, практически полностью состоящая из нулей. | Алгоритмы для разреженных матриц позволяют обрабатывать бо́льшие матрицы, чем для плотных |
| Матрица Сильвестра                                 | Квадратная матрица, чьи элементы — это коэффициенты двух полиномов. | Матрица Сильвестра не вырождена тогда и только тогда, когда два полинома взаимно просты. |
| Симметричная матрица                               | Квадратная матрица, которая совпадает со своей транспонированной: {\displaystyle A=A^{T}} ({\displaystyle a_{i,j}=a_{j,i}}). |                                                                                          |
| Тёплицева матрица                                  | Матрица, у которой на диагоналях стоят одни и те же элементы. |                                                                                          |
| Треугольная матрица                                | Матрица, у которой все элементы выше главной диагонали нулевые (нижнетреугольная матрица), или матрица, у которой все элементы ниже главной диагонали нулевые (верхнетреугольная матрица).                                                   |                                                                                          |
| Трёхдиагональная матрица                           | Матрица, у которой все ненулевые элементы располагаются на трёх диагоналях: главной, первой сверху и первой снизу. |                                                                                          |
| Унитарная матрица                                  | Квадратная комплексная матрица, обращение которой даёт эрмитово-сопряжённую матрицу, {\displaystyle A^{-1}=A^{*}.} |                                                                                          |
| Специальная унитарная матрица                      | Унитарная матрица, определитель которой равен единице |                                                                                          |
| Матрица Вандермонда                                | Матрица, строки (или столбцы) которой представляют собой последовательные степени: 1, a, a2, a3, …, an |                                                                                          |
| Матрица Уэлша                                      | Квадратная матрица размера, равного степени двойки, состоящая из элементов +1 или −1. |                                                                                          |
| Z-матрица                                          | Матрица, все недиагональные элементы которой меньше нуля. |                                                                                          |

### Постоянные матрицы
Матрицы, представленные ниже, характеризуются тем, что их элементы являются одними и теми же для всех возможных размеров матриц.
| Название           | Описание | Условия на элементы                                                               | Примечания                                                     |
| ------------------ | --- | --------------------------------------------------------------------------------- | -------------------------------------------------------------- |
| Обменная матрица   | Бинарная матрица, у которой на побочной диагонали стоят единицы, а все остальные элементы нулевые.                                  | {\displaystyle a_{ij}=\delta _{n+1-i,j}}                                          | См. Матрица перестановки.                                      |
| Матрица Гильберта  | | {\displaystyle a_{ij}={(i+j-1)}^{-1}}                                             | См. Ганкелева матрица.                                         |
| Единичная матрица  | Квадратная матрица, у которой на главной диагонали стоят единицы, а остальные элементы равны нулю.                                  | {\displaystyle a_{ij}=\delta _{ij}}                                               |                                                                |
| Матрица Лемера     | | aij = min(i, j) ÷ max(i, j)                                                       | См. положительную симметричную матрицу.                        |
| Матрица единиц     | Матрица, все элементы которой суть единицы.                                                                                         | {\displaystyle a_{ij}=1}                                                          |                                                                |
| Матрица Паскаля    | Матрица, состоящая из элементов треугольника Паскаля.                                                                               |                                                                                   |                                                                |
| Матрица Паули      | Блочная матрица, состоящая из блоков размера 2 × 2, каждый из которых представляет собой комплексную эрмитовую и унитарную матрицу. |                                                                                   |                                                                |
| Матрица Редхеффера | | aij = 1, если i делится на j или если j = 1; в противном случае, aij = 0.         | См. (0, 1)-матрица.                                            |
| Матрица сдвига     | Матрица, у которой на одной из побочных диагоналях стоят единицы, а остальные элементы нулевые.                                     | {\displaystyle a_{ij}=\delta _{i+1,j}} или {\displaystyle a_{ij}=\delta _{i-1,j}} | Умножением на эту матрицу элементы сдвигаются на одну позицию. |
| Нулевая матрица    | Матрица, у которой все элементы нулевые.                                                                                            | {\displaystyle a_{ij}=0}                                                          |                                                                |

## Преобразованные матрицы
- Обратная матрица
- Транспонированная матрица
- Эрмитово-сопряжённая матрица
- Присоединённая матрица

## Матрицы, удовлетворяющие условиям на произведения или обратные матрицы
| Название                     | Описание | Примечания                                                            |
| ---------------------------- | --- | --------------------------------------------------------------------- |
| Идемпотентная матрица        | Матрица A обладающая свойством A² = AA = A.                                                                      |                                                                       |
| Обратимая матрица            | Квадратная, имеющая обратную, то есть, такую матрицу B, что AB = BA = I.                                         | Обратимые матрицы образуют общую линейную группу.                     |
| Инволютивная матрица         | Квадратная матрица A, обратная самой себе, то есть AA = I.                                                       |                                                                       |
| Нильпотентная матрица        | Квадратная матрица A такая, что Aq = 0 для некоторого положительного q.                                          | Эквивалентно, все собственные значения A равны 0.                     |
| Нормальная матрица           | Квадратная матрица, коммутирующая со своей эрмитово-сопряжённой: AA∗ = A∗A                                       | Для таких матриц справедлива спектральная теорема.                    |
| Ортогональная матрица        | Матрица, обратная своей транспонированной: A−1 = AT.                                                             | Такие матрицы образуют ортогональную группу.                          |
| Ортонормированная матрица    | Матрица, столбцы которой являются ортонормированными векторами.                                                  |                                                                       |
| Вырожденная матрица          | Квадратная матрица, которая не является обратимой.                                                               |                                                                       |
| Унимодулярная матрица        | Квадратная матрица с целыми коэффициентами, определитель которой равен +1 или −1.                                |                                                                       |
| Унипотентная матрица         | Квадратная матрица, все собственные значения равны 1.                                                            | Эквивалентно, A − I нильпотентна. См. также унипотентная группа.      |
| Вполне унимодулярная матрица | Матрица, любая обратимая подматрица которой является унимодулярной.                                              | Используется линейном программировании при релаксации целых программ. |
| Весовая матрица              | Квадратная матрица, элементы которой принадлежат множеству {0, 1, −1}, так что AAT = wI для некоторого целого w. |                                                                       |

## Матрицы, используемые в теории графов
- Матрица смежности
- Матрица бисмежности
- Матрица степени
- Матрица Эдмондса
- Матрица инцидентности
- Матрица Кирхгофа (матрица Лапласа)
- Матрица смежности Зейделя
- Матрица Татта

## Матрицы, используемые в физике
- Матрицы Кабибо-Кобаяши-Москавы
- Гамма матрицы Дирака
- Матрицы Паули
- Матрицы Гелл-Манна
- S-матрица
- Матрица плотности